# روند دي موسكرون 2021
روند دي موسكرون 2021 (بالفرنسية: Ronde de Mouscron 2021)‏ هو سباق دراجات هوائية، وهو الموسم رقم 1 من روند دي موسكرون، وأقيم في 5 أبريل 2021، وامتدّ لمسافة 121.2 كيلومتر، وهو أحد سباقات سباق الدراجات على الطريق للسيدات 2021، وشارك فيه 164 متسابقاً ووصل إلى نهايته 80 متسابقاً.
فاز بالمركز الأول كيارا كونسوني، وبالمركز الثاني Jelena Erić (cyclist) ‏، وبالمركز الثالث ماريا مارتينز.

## الفرق
| فرق سيدات عالمية (3)- ألي بي تي سي ليوبليانا 2021 ‏ - FDJ–Suez ‏ - موفيستار للسيدات 2021 ‏ فرق دراجات قارية سيدات (15)- اركيا للسيدات 2021 ‏ - بنجوال شوفالمير 2021 ‏ - بيزكايا دورانجو 2021 ‏ - كووب-هايتك برودكتس 2021 ‏ - دولتشيني فان إيك بروكسيموس 2021 ‏ - دروبز-لي كول 2021 ‏ - إينستافوند رايسنغ 2021 ‏ - لوتو سودال للسيدات 2021 ‏ - لفيف للسيدات 2021 ‏ - مولتم أكاونتس 2021 ‏ - إن إكس تي جي ريسينغ 2021 ‏ - باركهوتل فالكنبورغ 2021 ‏ - روبل كليننينج-شامبين 2021 ‏ - شارينت ماريتايم سيكلينج للسيدات سيكلينج 2021 ‏ - فالكار سيلانس 2021 ‏ فرق دراجات هواة سيدات (3)- Bingoal WB Ladies‏ - Keukens Redant ‏ - S-bikes Bodhi‏ |  |
| |  |

## التصنيف العام النهائي
| التصنيف العام                          | التصنيف العام          | التصنيف العام | التصنيف العام               | التصنيف العام |
| العداء                                 | العداء                 | البلد         | الفريق                      | الوقت         |
| -------------------------------------- | ---------------------- | ------------- | --------------------------- | ------------- |
| 1                                      | كيارا كونسوني          | إيطاليا       | فالكار سيلانس ‏              | 3 س 16 د 41 ث |
| 2                                      | Jelena Erić (cyclist) ‏ | صربيا         | موفيستار للسيدات ‏           | + 0 ث         |
| 3                                      | ماريا مارتينز          | البرتغال      | دروبز ‏                      | + 0 ث         |
| 4                                      | Lucie Jounier ‏         | فرنسا         | اركيا للسيدات ‏              | + 0 ث         |
| 5                                      | Anna Trevisi ‏          | إيطاليا       | يو أي أيه تيم ‏              | + 2 ث         |
| 6                                      | Minke Bakker ‏          | هولندا        | دولتشيني فان إيك بروكسيموس ‏ | + 2 ث         |
| 7                                      | سارا مارتين            | إسبانيا       | موفيستار للسيدات ‏           | + 2 ث         |
| 8                                      | Maëlle Grossetête ‏     | فرنسا         | FDJ–Suez ‏                   | + 2 ث         |
| 9                                      | أوجيني دوفال           | فرنسا         | FDJ–Suez ‏                   | + 2 ث         |
| 10                                     | Arianna Pruisscher ‏    | هولندا        | S-bikes Bodhi ‏              | + 2 ث         |
| مصدر: ProCyclingStats Cycling Quotient |                        |               |                             |               |

## وصلات خارجية
- الموقع الرسمي
- لمحة عن سباق روند دي موسكرون 2021 على موقع  ProCyclingStats   (برو  سايكلنج  ستاتس) - إحصاءات  محترفي  الدراجات.
- روند دي موسكرون 2021 على موقع إحصائيات الدراجات الإحترافية (الإنجليزية)